# Campeonato Nacional de Andebol Feminino
O Campeonato Nacional de Andebol Feminino (1ª Divisão) é o principal campeonato de Andebol feminino disputado em Portugal, organizado pela Federação de Andebol de Portugal.
É disputado por 12 equipas em duas fases: uma fase regular seguida de Play-Off para apuramento de campeão, e uma poule de 4 equipas para decidir os 2 clubes a serem  despromovidos à 2ª Divisão.

## Campeões
| Época   | Vencedor          |
| 2023–24 | SL Benfica        |
| 2022–23 | SL Benfica        |
| 2021–22 | SL Benfica        |
| 2020–21 | Madeira SAD       |
| 2019–20 | Colégio de Gaia   |
| 2018–19 | Colégio de Gaia   |
| 2017–18 | Madeira SAD       |
| 2016–17 | Colégio de Gaia   |
| 2015–16 | Madeira SAD       |
| 2014–15 | Alavarium         |
| 2013–14 | Alavarium         |
| 2012–13 | Alavarium         |
| 2011–12 | Madeira SAD       |
| 2010–11 | CDES Gil Eanes    |
| 2009–10 | CDES Gil Eanes    |
| 2008–09 | Madeira SAD       |
| 2007–08 | Madeira SAD       |
| 2006–07 | Madeira SAD       |
| 2005–06 | Madeira SAD       |
| 2004–05 | Madeira SAD       |
| 2003–04 | Madeira SAD       |
| 2002–03 | Madeira SAD       |
| 2001–02 | Madeira SAD       |
| 2000–01 | Madeira SAD       |
| 1999–00 | Madeira SAD       |
| 1998–99 | Madeira SAD       |
| 1997–98 | AC Funchal        |
| 1996–97 | Sports Madeira    |
| 1995–96 | Sports Madeira    |
| 1994–95 | Sports Madeira    |
| 1993–94 | Sports Madeira    |
| 1992–93 | SL Benfica        |
| 1991–92 | SL Benfica        |
| 1990–91 | Colégio de Gaia   |
| 1989–90 | SL Benfica        |
| 1988–89 | SL Benfica        |
| 1987–88 | Ginásio do Sul    |
| 1986–87 | SL Benfica        |
| 1985–86 | SL Benfica        |
| 1984–85 | Ginásio do Sul    |
| 1983–84 | SL Benfica        |
| 1982–83 | Ass. Desp. Oeiras |
| 1981–82 | Almada AC         |
| 1980–81 | CD Torres Novas   |
| 1979–80 | Lic. Maria Amália |
| 1978–79 | GDL Oeiras        |
| 1977–78 | GDL Oeiras        |

## Títulos por Clube
| Clube          | Títulos | Época |
| -------------- | ------- | --- |
| Madeira SAD    | 15      | 1998/99, 1999/00, 2000/01, 2001/02, 2002/03, 2003/04, 2004/05, 2005/06, 2006/07, 2007/08, 2008/09, 2011/12, 2015/16, 2017/18, 2020/21 |
| SL Benfica     | 10      | 1983/84, 1985/86, 1986/87, 1988/89, 1989/90, 1991/92, 1992/93, 2021/22, 2022/23, 2023/24                                              |
| Sports Madeira | 4       | 1993/94, 1994/95, 1995/96, 1996/97 |
| AC Alavarium   | 3       | 2012/13, 2013/14, 2014/15 |
| Colégio Gaia   | 4       | 1990/91, 2016/17, 2018/19, 2019/20 |
| Gil Eanes      | 2       | 2009/10, 2010/11 |
| Ginásio do Sul | 2       | 1984/85, 1987/88 |
| GDL Oeiras     | 2       | 1977/78, 1978/79 |
| AD Oeiras      | 1       | 1982/83 |
| AC Funchal     | 1       | 1997/98 |
| Almada AC      | 1       | 1981/82 |
| Torres Novas   | 1       | 1980/81 |
| Maria Amália   | 1       | 1979/80 |